# Grano (Dakota del Nord)
Grano è un centro abitato (city) degli Stati Uniti d'America, situato nella Contea di Renville, nello Stato del Dakota del Nord. Nel censimento del 2000 la popolazione era di 9 abitanti. La città è stata fondata nel 1905. Appartiene all'area micropolitana di Minot.

## Geografia fisica
Secondo i rilevamenti dell'United States Census Bureau, la località di Grano si estende su una superficie di 0,80 km², tutti occupati da terre.

## Popolazione
Secondo il censimento del 2000, a Grano vivevano 9 persone, ed erano presenti 3 gruppi familiari. La densità di popolazione era di 11,6 ab./km². Nel territorio comunale si trovavano 5 unità edificate. Per quanto riguarda la composizione etnica degli abitanti, il 100% era bianco.
Per quanto riguarda la suddivisione della popolazione in fasce d'età, l'11,1% era al di sotto dei 18, lo 0% fra i 18 e i 24, il 44,4% fra i 25 e i 44, il 44,4% fra i 45 e i 64, mentre infine lo 0% era al di sopra dei 65 anni di età. L'età media della popolazione era di 44 anni. Per ogni 100 donne residenti vivevano 80,0 maschi.